# Midnight Memories (песня)
«Midnight Memories» — песня британского бой-бенда One Direction, четвёртый трек их третьего альбома Midnight Memories (2013).
Песня также была издана отдельным синглом. (Это был третий сингл с этого альбома.)
В США песня поднялась до 12 места (в чарте Billboard Hot 100, в Великобритании сингл с ней до 39-го места (в чарте UK Singles Chart).

## История создания
Песню написали  Джон Райан, Джулиан Бунетта и Джейми Скотт вместе с участниками группы Луи Томлинсоном и Лиам Пейном. (Райан, Бунетта и Скотт написали для группы целый ряд хитов, включая песню «Story of My Life» с того же альбома.)
Как рассказывал Лиам Пейн на пресс-конференции, посвященной скорому релизу, эта песня была самой важной на всём альбоме: «Это была первая песня, что мы написали для нового альбома, и она направила нас на [определённый] курс […]. Она задала тон.»

## Сюжет песни
Как пишет музыкальный сайт Songfacts, эта песня — ода той жизни, что пятёрка ребят из One Direction вела в концертных турне.
По словам сайта, Джулиан Бунетта сам рассказывал MTV News о том, что песня является олицетворением стиля жизни ребят. По его словам, большинство воспоминаний о работе над альбомом Midnight Memories связаны с ночью. «Это происходило между полуночью и пятью утра. У нас столько воспоминаний о том, как мы просто сидели в студии или отдыхали после концерта или сидели в хвосте автобуса или ходили в гости к одному из ребят и тусовались и писали. Или, [эта песня также просто о том времени], когда ты молод, и [ночь] это когда ты, типа, получаешь [новые интересные] впечатления.»